# Ladoffa uncata
Ladoffa uncata är en insektsart som beskrevs av Young 1977. Ladoffa uncata ingår i släktet Ladoffa och familjen dvärgstritar. Inga underarter finns listade i Catalogue of Life.